# ماتسودایرا مونه‌آکیرا
ماتسودایرا مونه‌آکیرا (به ژاپنی: 松平 宗発 Matsudaira Muneakira); ۱۰ اوت ۱۷۸۲ – ۲۰ سپتامبر ۱۸۴۰) سامورایی و روجو در دوره ادو اهل ژاپن بود. که بر قلمرو میازو حکومت می‌کرد. او تا ۱۱ نوامبر ۱۸۲۸ فرماندار اوساکا بود و پس از آن به سمت فرماندار کیوتو منتقل شد. این امر او را در زمان اعدام شش مسیحی در سال ۱۸۲۷، به بالاترین مقام شوگونی در اوساکا تبدیل کرد.